# Église Saint-Jean-Baptiste de Nemours
Pour les articles homonymes, voir Église Saint-Jean-Baptiste.
L'église Saint-Jean-Baptiste de Nemours est l'église paroissiale de Nemours en  Seine et Marne (Île-de-France).

## Histoire
Au retour de la deuxième croisade, vers 1145, Gautier Ier de Nemoursaccueille sur ses terres les religieux de l’Ordre de Saint Augustin, venant de  Sébastre, porteurs d’une relique de Saint Jean-Baptiste. À partir de 1170, ils font construire, au Nord de leur monastère, une église, dont subsiste la partie la plus ancienne, une tour-clocher dont le porche s'ouvre sur sa base par une large arcature dont les archivoltes du porche semblent romanes. Ce clocher a été agrandi et surélevé aux XIIIe et XIVe siècles.
Comme la ville, l’église a souffert au cours de divers événements de la Guerre de Cent Ans, si bien qu’au XVe siècle, à la suite d'un incendie, il a été décidé de la reconstruire. Entre 1510 et 1550, le chevet, le chœur, les chapelles sont construits, ainsi que l'amorce du transept. En atteste le bénitier, à la porte de la sacristie qui porte la date gravée, 1547. Mais les travaux sont arrêtés pendant la seconde moitié du XVIe siècle par manque d'argent, à cause des Guerres de religion. Finalement, la consécration de l'église a lieu le dimanche 8 octobre 1595.
La nef et les bas-côtés ont été commencés avec des piliers et des colonnes torsadées. La trace d'un rehaussement est visible le long du mur du clocher, au-dessus de la tribune de l'orgue : la couverture de la nef était plus basse que celle d'aujourd'hui. À partir de 1631 les travaux reprennent afin de d'achever le vaisseau de la nef. L'architecte royal, alors présent à Fontainebleau, établit les plans de la voûte et des fenêtres hautes de la nef.
Depuis l'achèvement des travaux en 1650, la structure de l'église n'a pas été modifiée et son apparence conservée.

## Architecture
Vue de l'extérieur on peut identifier trois parties d'âges distincts qui caractérisent l'église Saint Jean-Baptiste :
- la tour-porche du XIIe siècle constitue la partie la plus ancienne. Elle est surmontée d'une flèche dont la charpente est couverte d'ardoises. La hauteur totale avoisine les 60 m. (repère 1 sur le plan ci-dessous) ;
- la nef, rehaussée au XVIIe siècle, dépourvue de transept, couverte d'ardoises (2) ;
- le chevet (4), du XVIe siècle, entouré de trois chapelles rayonnantes pourvues de clochetons polygonaux, couvertes d'ardoises comme le reste de l'édifice.

Vue de l'intérieur, on retrouve :
- la tour-porche supporte la tribune de l'orgue(11) ;
- la nef de plan rectangulaire, mesure 58 m de long, sur 20 m de large avec ses deux bas-côtés. Pour alléger la charge des murs et rehausser la toiture, la charpente[2] repose sur les corbeaux primitifs par l'intermédiaire de liernes en bois de châtaignier[3] laissés apparents pour souligner l'illusion d'une voûte en pierre par contraste avec les voûtains badigeonnés de blanc. L'emplacement du transept est simplement marqué par un mur d'appareil différent, percé de trois petites fenêtres, haut placées ;
- le chevet (4). Il est entouré d'un déambulatoire, à la largeur des nefs collatérales, sur lequel ouvrent sur les trois chapelles rayonnantes.

L'église est classée au titre des monuments historiques depuis 1977.

## Mobilier
- Tribune de la tour-clocher (11).

Sur la tribune, au-dessus du porche, repose le buffet des grandes orgues de 1654: la charpente est un travail d'Henri Heurteau, charpentier à Nemours, les menuiseries sont l'œuvre de Charles Veniat, menuisier ordinaire de la Chambre du Roi Louis XIV.
L'instrument de 1920 tuyaux regroupés en 28 jeux est l'œuvre de facteurs parisiens : Jacques Lefèbvre et Pierre Désenclos
Ces grandes orgues remplacent l'orgue de 1566, plus petit, dont la structure a été reprise dans le nouvel instrument. En 1744 est ajouté le  positif œuvre de Guyon, menuisier à Nemours , et du facteur d'orgues Nicolas Collard.
Derrière l'orgue, on remarquera la marque laissée par la reprise pour l'agrandissement et la consolidation du cocher. et une colonne engagée, torsadée.
Sous la tribune, deux plâtres de Justin-Chrysostome Sanson , saint Pierre côté Évangile, saint Jean-Baptiste côté Épitre.
- Nef (2).

Les douze verrières des fenêtres hautes sont des grisailles avec en médaillon un vitrail représentant un apôtre. (Fin du XIXe siècle).
- Chœur (3).

Le chevet (4), qui abrite aujourd'hui le maître-autel tridentin, est consacré à saint Jean-Baptiste. Il est installé le 28 juillet 1890, par la volonté du curé-doyen Barbier. En pierre sculptée, de style néogothique flamboyant, il possède un tabernacle entouré de quatre bas-reliefs qui représentent des épisodes de la vie de saint Jean-Baptiste : nativité, prédication dans le désert, baptême de Jésus,, et l'admonestation d'Hérode Antipas pour laquelle il eut la tête tranchée. Un gisant du saint se trouve sous les arcatures de la table d'autel.
L'autel moderne qui se trouve placé à la croisée de l'ébauche de transept, a été réalisé dans le bois de l'ancienne chaire.
Les verrières hautes de l'abside retracent la vie de Jean-Baptiste, de gauche à droite: 1 - Nativité de Jean-Baptiste, 2 - Prédication dans le désert, 4 - Baptême de Jésus, 5 - Décollation.
La verrière 3, au milieu, représente l'offrande des reliques de saint Jean-Baptiste par Gautier de Nemours à l'archevêque de Sens. Datée de 1550, elle a été restaurée en 1860.
Quatre verrières plus petites complètent cet ensemble ; ce sont, à gauche, la Résurrection de Lazare, et Jésus parmi les docteurs du Temple; à droite, la Transfiguration et Laissez venir à moi les petits enfants.
Ces vitraux comme la plupart des verrières des bas-côtés ont été mis en place à la fin du XIXe siècle, sous l'impulsion de l'abbé Grabut, dans le style en vogue à cette époque.
- Bas-côtés sud (5).

Ici aussi l'abbé Grabut mit à contribution les plus riches habitants de la ville pour faire garnir les fenêtres de verrières historiées.
Dans la première chapelle (51), dédiée à saint Nicolas, la verrière de la fenêtre illustre une parabole de la Bible : Le lavement des pieds chez Simon le Pharisien. Outre une statue de saint Antoine de Padoue, on y trouve un saint Sébastien en plâtre de Justin-Chrysostome Sanson.
On trouve ensuite la sacristie (52),
Dans la deuxième chapelle (53), dédiée à saint Joseph, la verrière se compose de quatre tableaux illustrant les moments forts de sa vie, Mariage avec Marie, la Nativité, la Fuite en Égypte et sa Mort.
- Déambulatoire et chapelles rayonnantes (6).

Sur le mur de gauche, un triptyque peint par Nicolas Guy Brenet, en 1770 , représentant le Martyre de saint Sébastien encadré par saint Éloi sur le panneau de droite et saint Vincent sur le panneau de gauche.
La première chapelle rayonnante (61) est elle aussi consacrée à saint Vincent. L'autel est orné d'un bas-relief représentant saint Vincent visité par les anges ; La verrière posée en 1896 représente Les Noces de Cana.
La chapelle axiale (62) est dédiée à la Sainte Vierge. La verrière de la fenêtre détaille les différents mystères du Rosaire. Le médaillon du dessus illustre la bataille de Lépante, en 1571 pour laquelle le Pape Pie V institua le Rosaire. En face est exposée une pietà, œuvre de Justin-Chrysostome Sanson, sur le socle de laquelle le sculpteur a apposé un bas-relief représentant la Résurrection de Jésus,.
La troisième chapelle (63) est consacrée au culte du Sacré-Cœur, représenté sur le vitrail de la première lancette de la verrière par l'Apparition du Christ à Marguerite-Marie Alacoque.
À gauche de l'autel se trouve la première pierre de l'église portant l'inscription (très effacée) : L' AN MILLE CINQ CENT TREIZE, LE 26 AOUT FUT POSEE LA PREMIERE PIERRE ...
(6) Une grille liturgique réalisée en 1890, à la demande du curé Barbier, clôture le chœur. Ses écussons rappellent les saints honorés plus particulièrement dans la région.
- Bas-côtés nord (7).

Ces bas-côtés, abritent trois chapelles. La « chapelle de la Bonne Mort »(71) consacrée à  Notre-Dame des Sept Douleurs. La suivante est consacrée à saint Éloi (72) dont on voit la statue sur l'autel. La troisième (73) abrite Philippe, une cloche déposée en 1990.

## Galerie

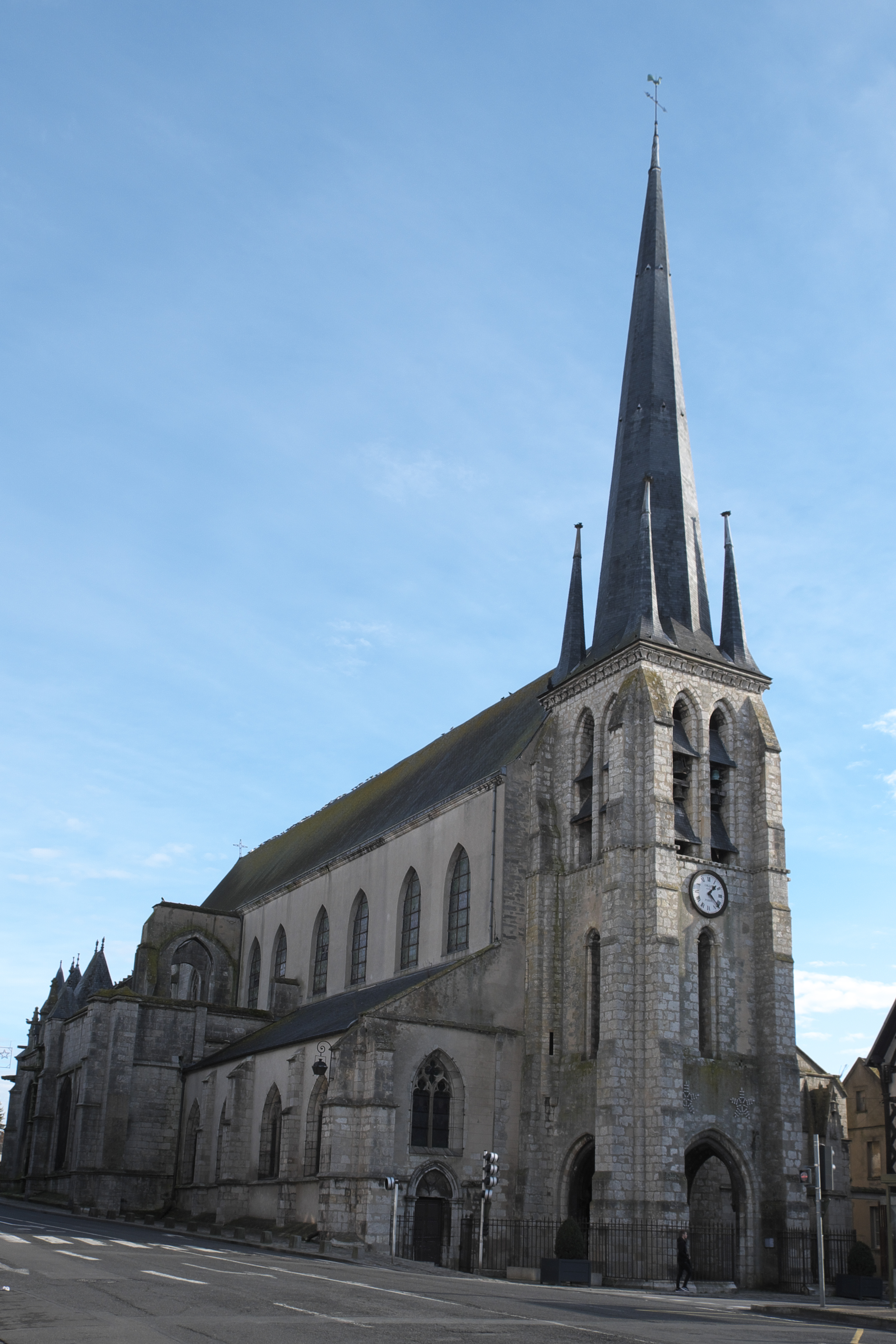
Église Saint Jean-Baptiste
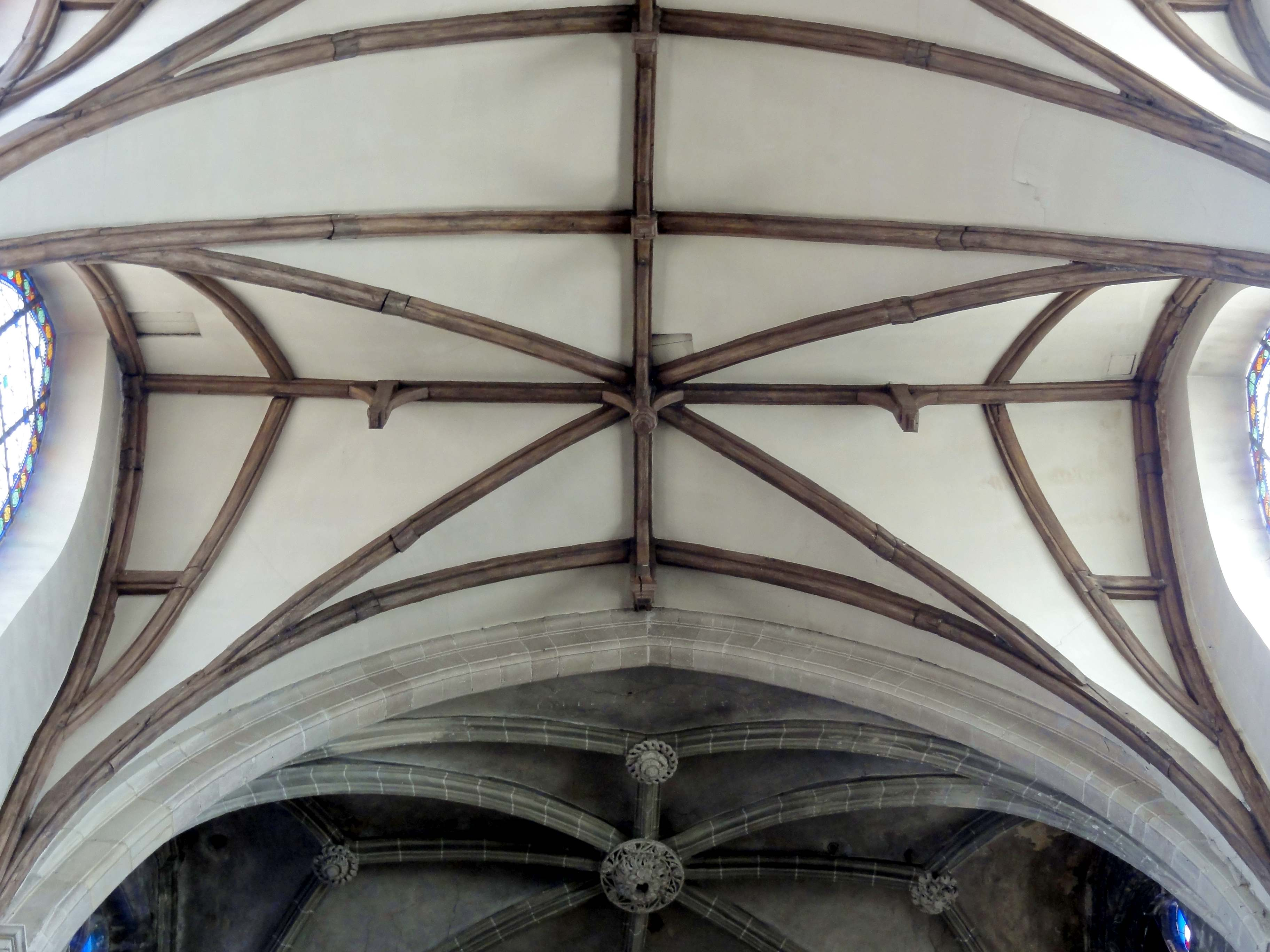
Liernes de la voûte et dos d'âne en bois.
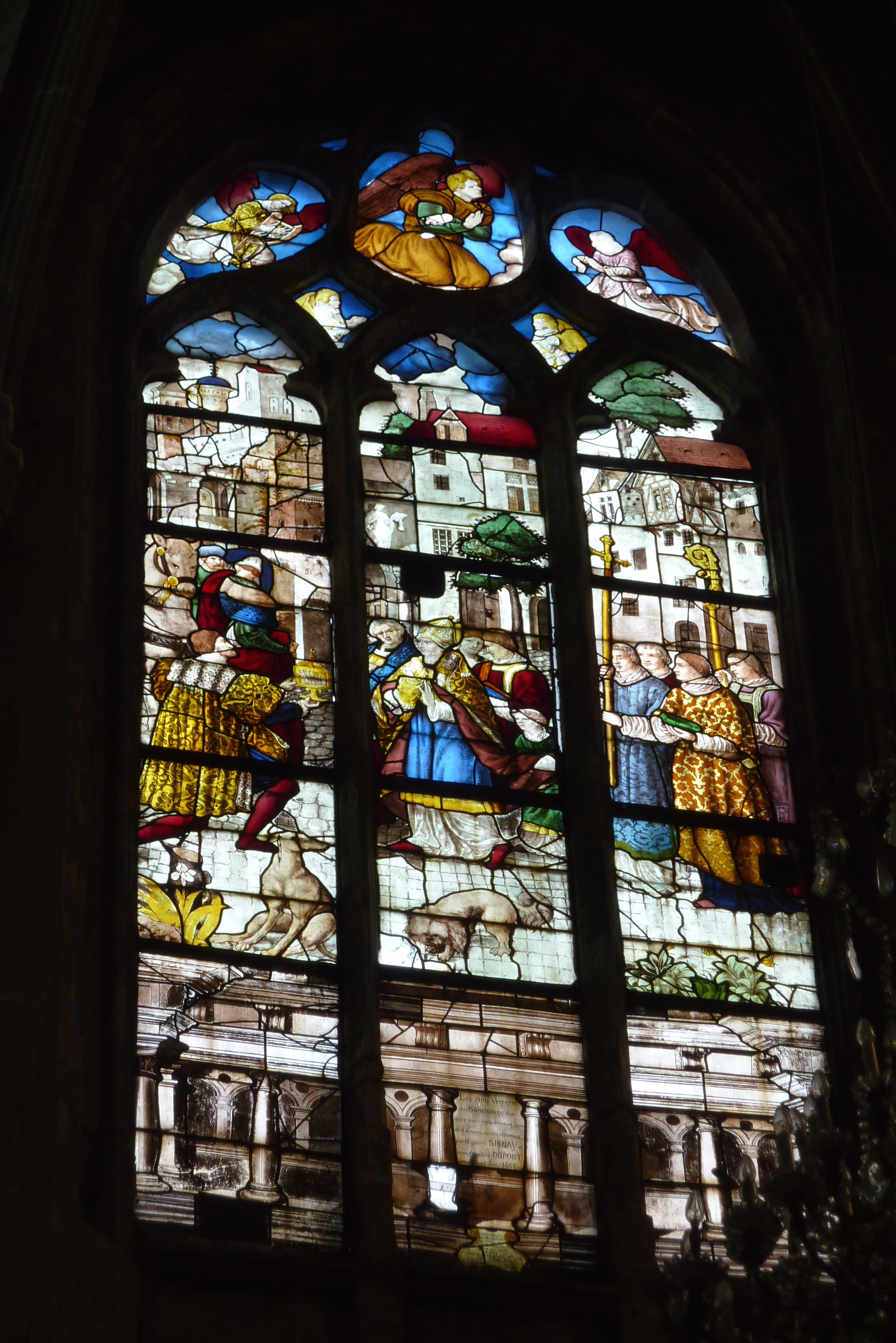
Offrande de la relique de Saint Jean-Baptiste
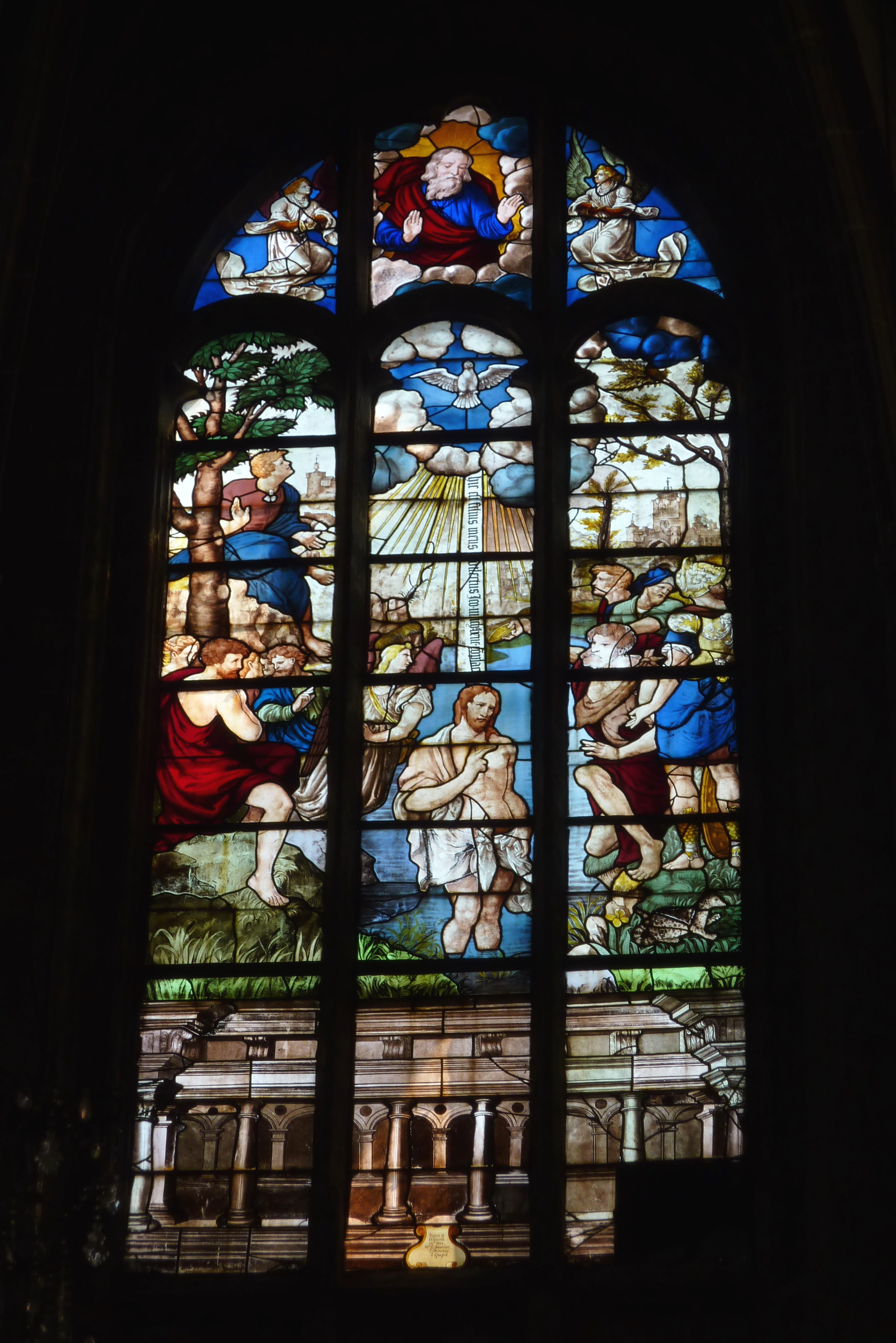
Baptême de Jésus
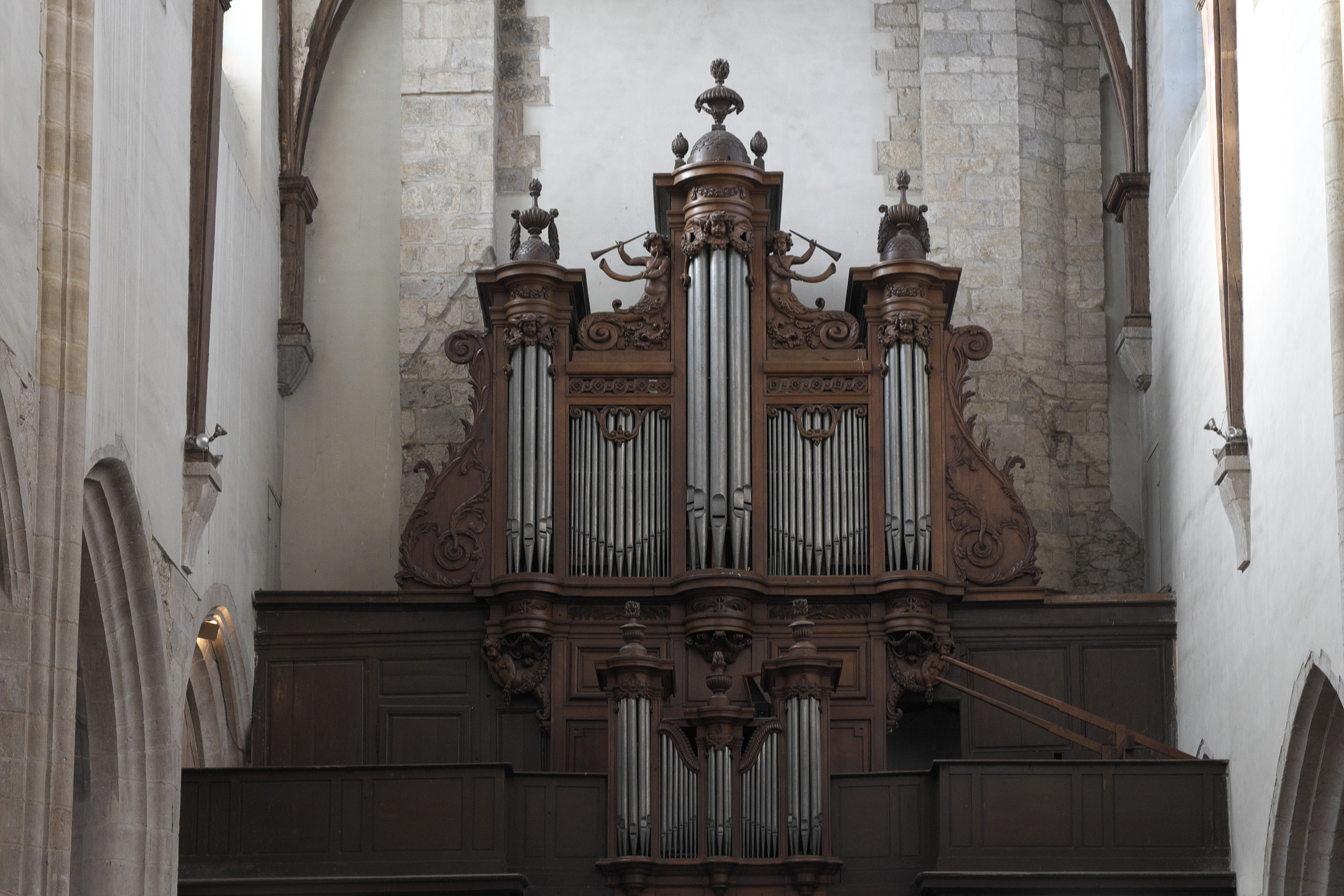
Grandes Orgues
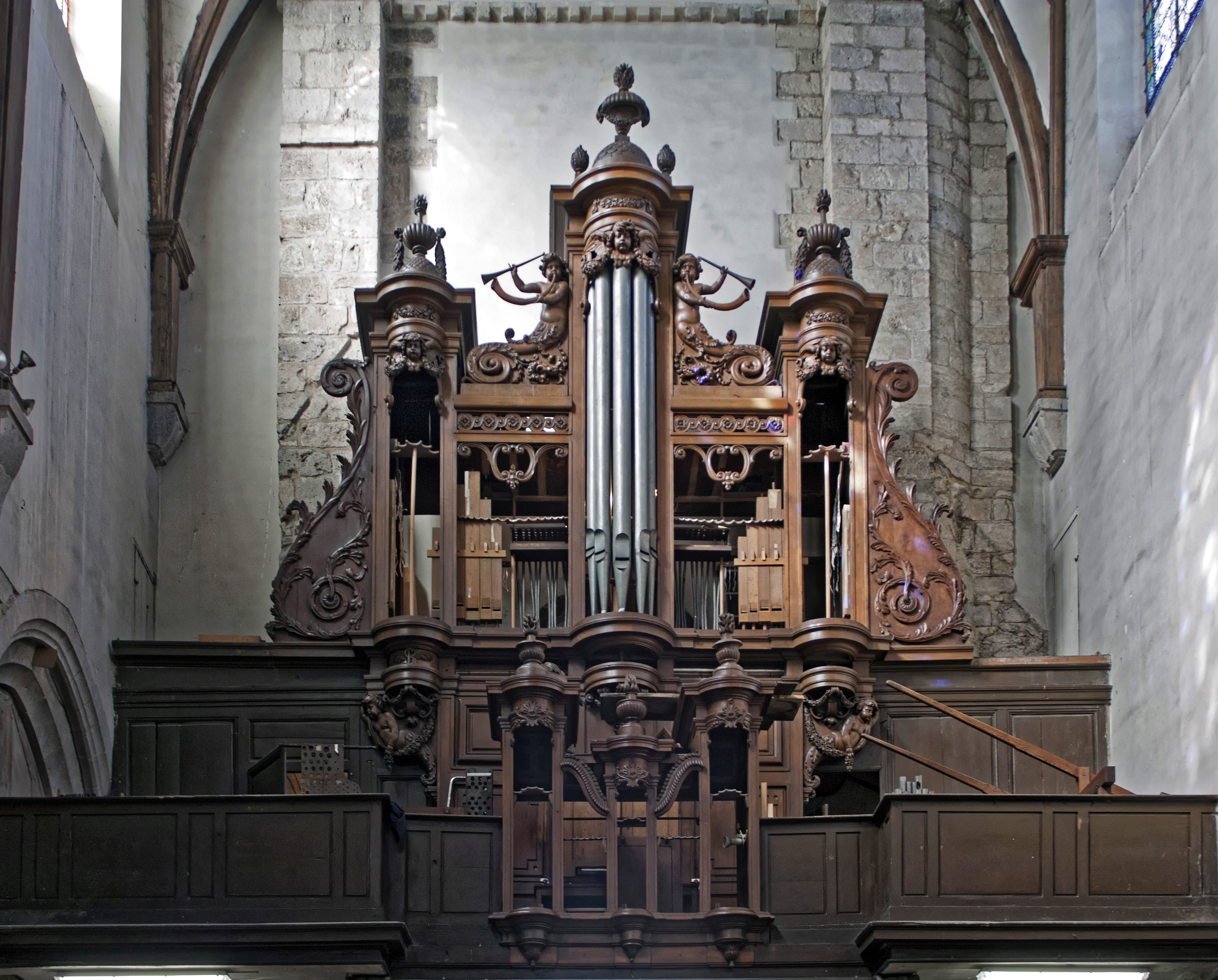
Buffet des Grandes Orgues
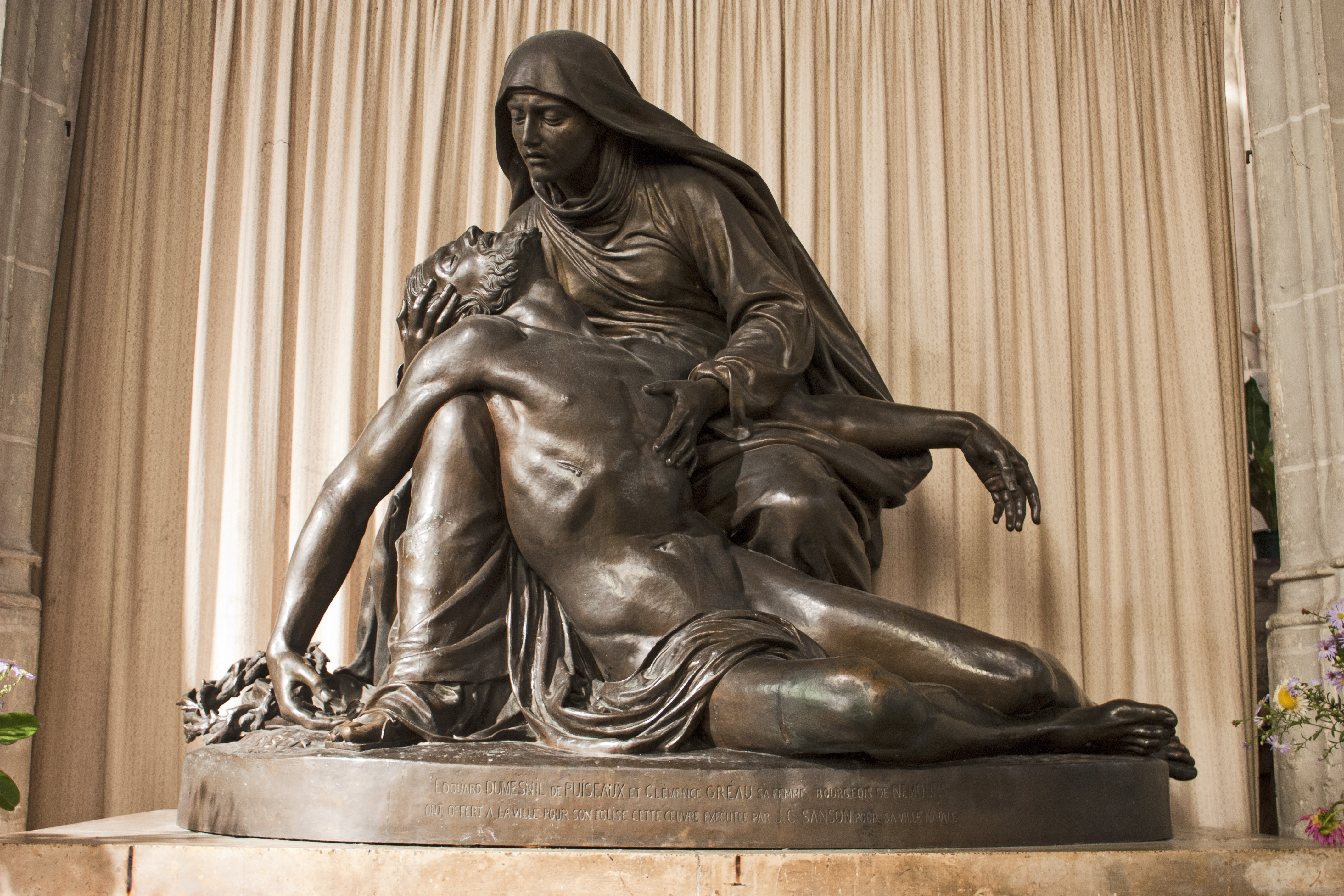
Pietà.
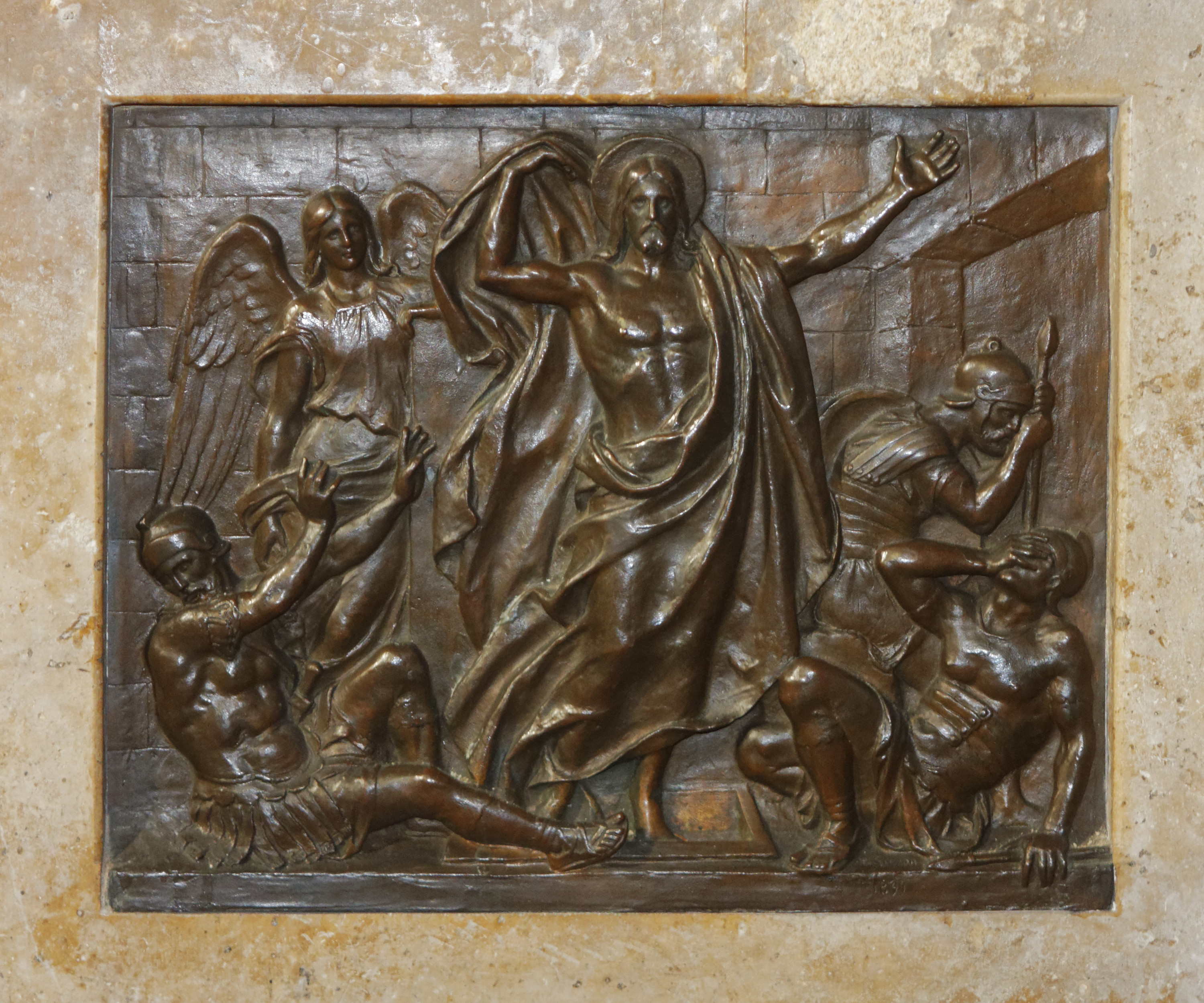
Résurrection du Christ.